# Inmigración taiwanesa en Argentina
La inmigración taiwanesa en Argentina es un fenómeno reciente.

## Barrio chino de Buenos Aires

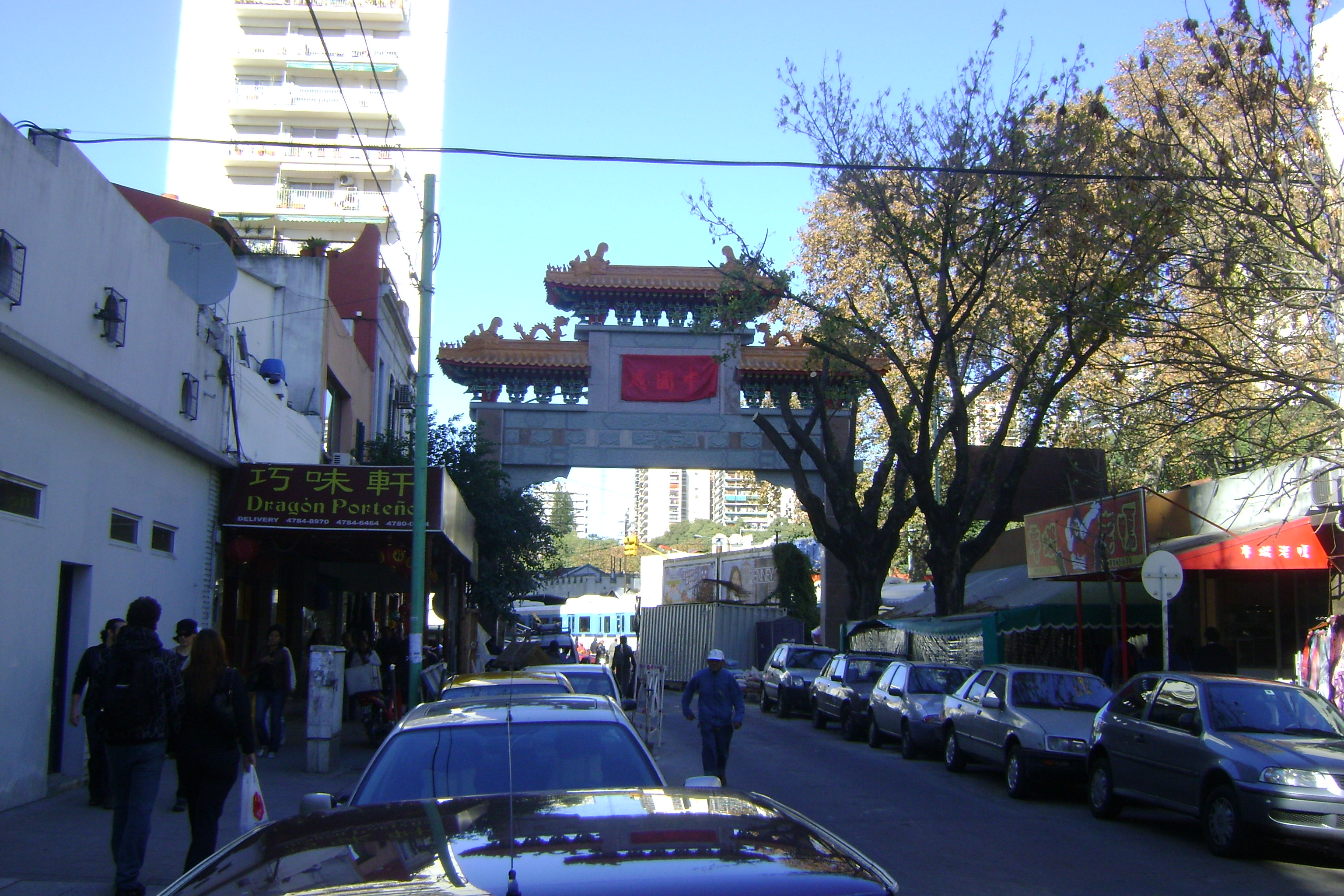
Barrio chino en Buenos Aires.

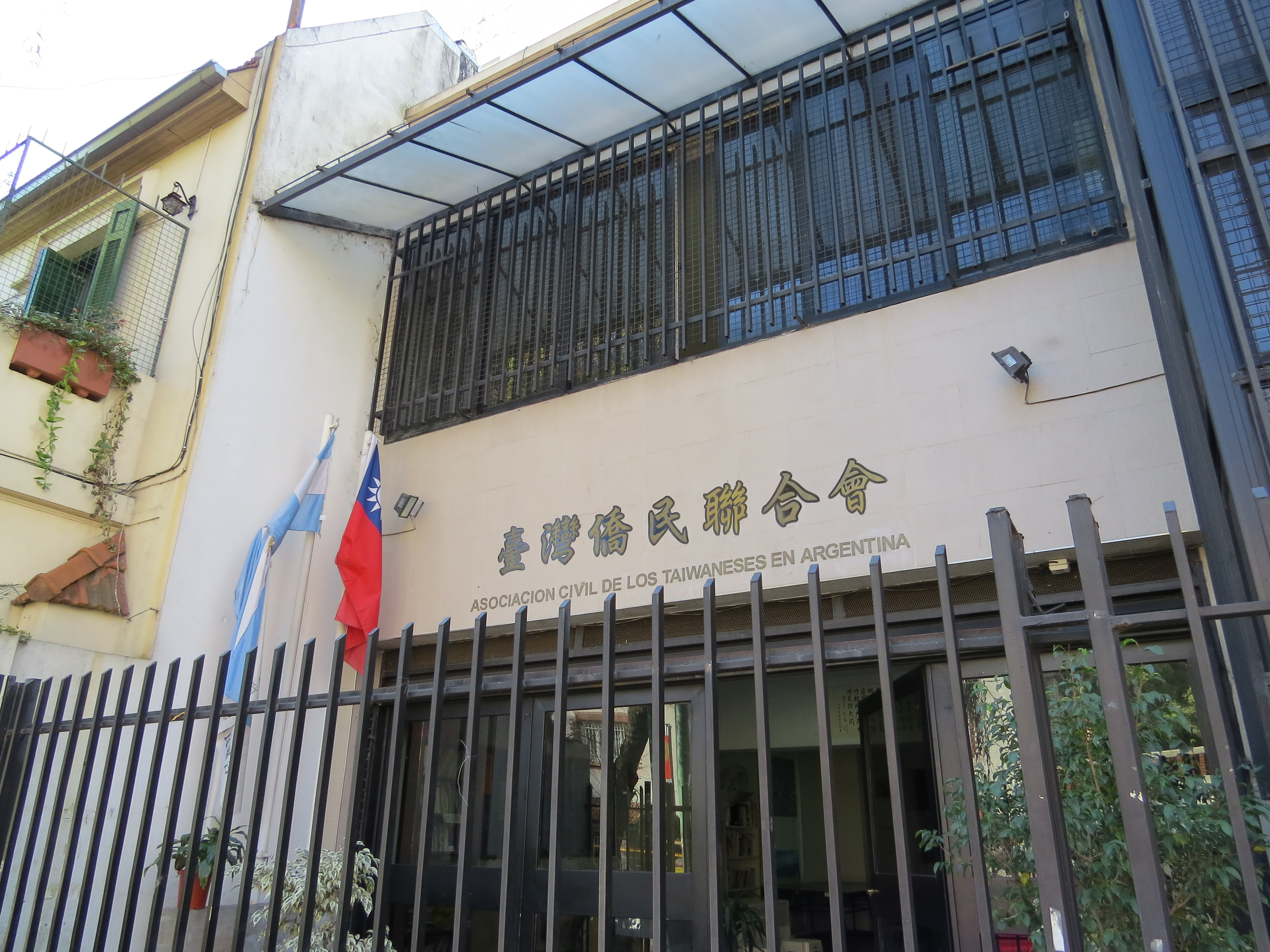
Sede de la Asociación Civil de los Taiwaneses en Argentina.

El Barrio chino de Buenos Aires es una sección comercial de tres cuadras de largo que se encuentra en el barrio de Belgrano, Buenos Aires. Este barrio tiene varios restaurantes chinos, tiendas de comestibles, supermercados con productos chinos, una iglesia presbiteriana de origen taiwanés y un templo budista. Es el corazón de la comunidad china (tanto de la RPC como de Taiwán) en Argentina. El barrio comenzó a desarrollarse en la década de 1980, cuando los inmigrantes recién llegados de Taiwán se asentaron en esta zona. El barrio también es conocido por sus celebraciones del Año Nuevo chino.

## Distribución territorial

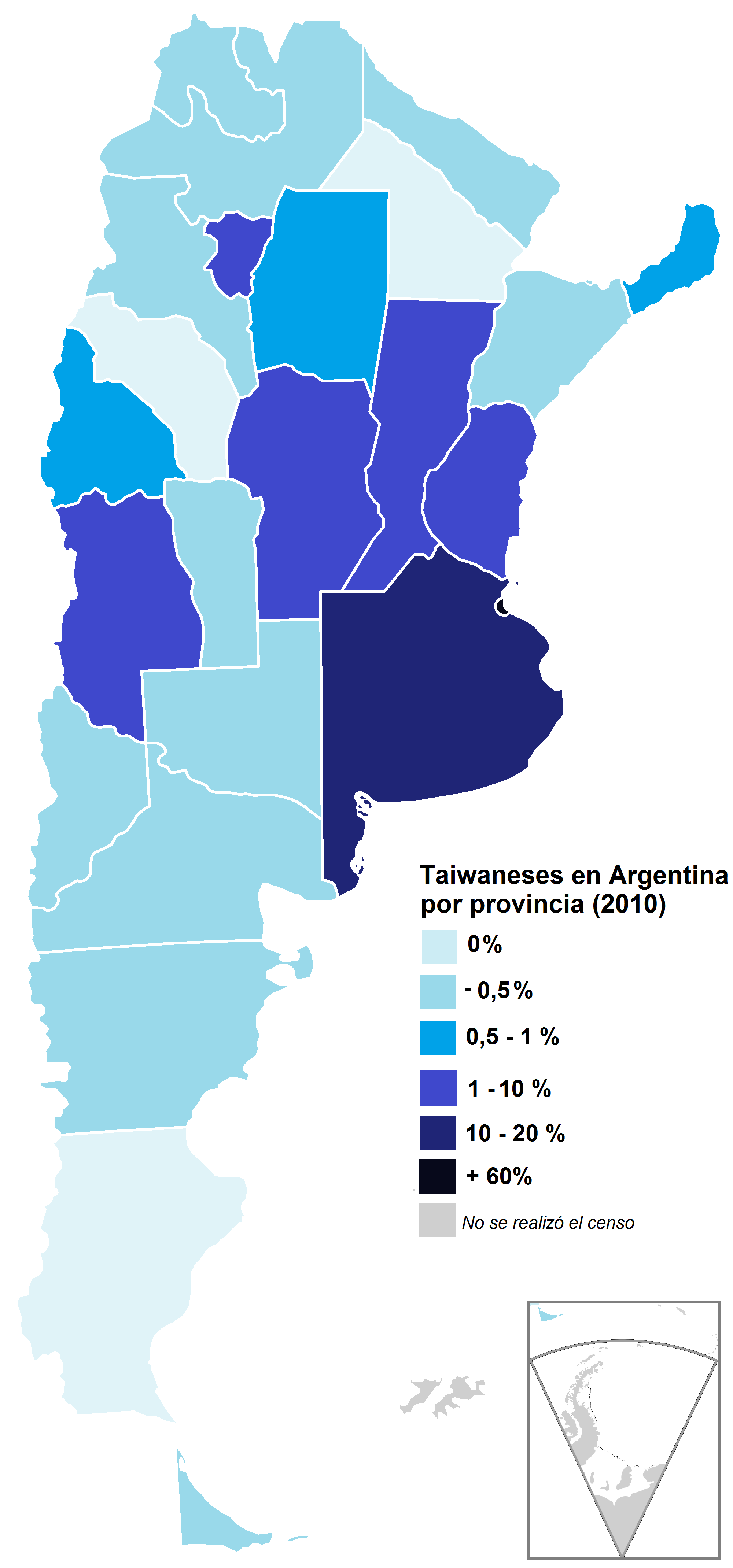
Porcentaje de taiwaneses en Argentina por provincia según el censo 2010.

El censo argentino de 2010 registró 2.875 personas nacidas en la República de China (Taiwán). La siguiente tabla muestra la distribución en las 23 provincias y la Ciudad Autónoma de Buenos Aires:
| Rango | Provincia              | Nacidos en la Rep. de China (Taiwán) | Porcentaje |
| ----- | ---------------------- | ------------------------------------ | ---------- |
| 1     | Ciudad de Buenos Aires | 1.717                                | 60,00 %    |
| 2     | Buenos Aires           | 544                                  | 19,00 %    |
| 3     | Córdoba                | 488                                  | 6,97 %     |
| 5     | Mendoza                | 79                                   | 2,75 %     |
| 6     | Tucumán                | 52                                   | 1,80 %     |
| 7     | Entre Ríos             | 41                                   | 1,42 %     |
| 8     | San Juan               | 28                                   | 0,97 %     |
| 9     | Santiago del Estero    | 27                                   | 0,93 %     |
| 10    | Misiones               | 16                                   | 0,62 %     |
| 11    | Río Negro              | 12                                   | 0,42 %     |
| 12    | San Luis               | 11                                   | 0,38 %     |
| 13    | Corrientes             | 10                                   | 0,35 %     |
| 14    | Salta                  | 7                                    | 0,24 %     |
| 15    | Catamarca              | 6                                    | 0,20 %     |
| 16    | La Pampa               | 5                                    | 0,17 %     |
|       | Neuquén                | 5                                    | 0,17 %     |
| 18    | Chubut                 | 4                                    | 0,14 %     |
|       | Entre Ríos             | 4                                    | 0,14 %     |
|       | Tierra del Fuego       | 4                                    | 0,14 %     |
| 20    | Jujuy                  | 3                                    | 0,03%      |
| 21    | Formosa                | 1                                    | 0,01%      |
| 22    | Chaco                  | 0                                    | 0,00 %     |
|       | La Rioja               | 0                                    | 0,00 %     |
|       | Santa Cruz             | 0                                    | 0,00 %     |
| TOTAL | Argentina              | 2.875                                | 100 %      |

## Personas destacadas
- Ignacio Huang (1980-), actor taiwanés que ha desarrollado su carrera artística en Argentina.